# Risovac
Risovac es un pueblo ubicado en el municipio de Bosanski Petrovac, en el cantón de Una-Sana, Bosnia y Herzegovina.

## Superficie
Posee una superficie de 25,98 kilómetros cuadrados.

## Demografía
Hasta 2013 la población era de 57 habitantes, con una densidad de población de 2,2 habitantes por kilómetro cuadrado.